# 새로운 사람들
새로운 사람들(러시아어: Новые люди)은 2020년 3월 러시아 모스크바에서 사업가 알렉세이 네차예프 주도로 창당된 정당이다. 자유주의 성향의 중도 정당으로 여겨진다.
통합 러시아의 여러 정책에 반대하는 야당이지만, 블라디미르 푸틴 대통령을 다소 지지하고 있어 푸틴 반대자들에게서 관영 정당이라고 비판받고 있다.

## 역대 선거 결과

### 대통령 선거
| 선거명                    | 후보                  | 1차 득표율 | 1차 득표수 | 2차 득표율 | 2차 득표수 | 당락 |
| ------------------------- | --------------------- | ---------- | ---------- | ---------- | ---------- | ---- |
| 2024년 러시아 대통령 선거 | 블라디슬라프 다반코프 | 3,362,484  | 3.85%      |            |            | 낙선 |